# 埃于普苏丹
埃于普苏丹（土耳其語：Eyüpsultan），原名埃于普（土耳其語：Eyüp），是土耳其伊斯坦堡的39個區之一，位於博斯普魯斯海峽以西的歐洲部份。面積242平方公里，人口417,360人。當地原本有工廠，後來陸陸續續關閉。

埃于普苏丹